# Тинитски съюз (Древен Египет)
Тинитският съюз е предполагаем племенен съюз в Древен Египет от додинастичния период. Смята се, че е предшествал пълното обединение на Горен Египет около 3100 г. пр. Хр. Лидерите на съюза най-вероятно са били племенни благородници, управляващи града. По-късно съюзът бива включен в обединената държава, известна като „Горен и Долен Египет“.
Доказателствата за въпросната държава са оскъдни и разчитат на сведенията на древногръцкия историк Манетон.
Съвременните историци имат различни теории за обяснение на додинастичния период, който води до обединението на цял Египет от Първата династия.
Множество историци твърдят, че има доказателства за (Нулева династия), която предхожда така наречената Първа династия. Тази династия е възможно да отговаря и за периода на Тинитския съюз. Добре е да се уточни, че понятието „Нулева династия“ е доста размито и в него се включват владетели, които най-вероятно нямат нищо общо един с друг.